# A Society Exile
A Society Exile é um filme mudo norte-americano, do gênero drama, dirigido por George Fitzmaurice. Lançado em 1919, é estrelado por Elsie Ferguson, Julia Dean e William Carleton. Com seu estado de sobrevivência classificado como desconhecido, é provável ser um filme perdido.